# Trachycera yakushimensis
Trachycera yakushimensis är en fjärilsart som beskrevs av Hiroshi Yamanaka 2000. Trachycera yakushimensis ingår i släktet Trachycera och familjen mott. Inga underarter finns listade i Catalogue of Life.